# بوریتو
بوریتو (اسپانیایی: Burrito‎) نوعی غذای مکزیکی است که با تورتیا گندمی که به شکل استوانه‌ای پیچیده یا تا شده درست شده‌است.